# Equedem
Equedem  (en llatí Echedemus, en grec antic Ἐχέδημος) fou el cap d'una ambaixada atenenca enviada l'any 190 aC a Publi i Luci Corneli Escipió a Amfissa, per negociar la pau entre Roma i la Lliga Etòlia. Luci Escipió va refusar modificar les condicions imposades pel senat i els etolis, sota consell d'Equedem, van haver d'acceptar aquestes condicions i van sol·licitar i van obtenir una treva de sis mesos. Quan va acabar la treva van enviar una nova ambaixada a Roma, segons diuen Polibi i Titus Livi.